# Saison 3 de Family Mix
Chronologie
Saison 2
Cet article présente le guide des épisodes de la troisième saison du feuilleton télévisé Family Mix.

## Distribution

### Acteurs principaux
- Josefine Preuß : Helena Claudette « Lena » Schneider
- Elyas M'Barek : Cemil « Cem » Öztürk
- Anna Stieblich (de) : Dr Doris Schneider
- Pegah Ferydoni : Yağmur Öztürk
- Adnan Maral (de) : Metin Öztürk
- Arnel Taci : Costa Papavassilou
- Cristina do Rego : Katharina « Kathi » Kuhn

### Acteurs récurrents
- Katharina Kaali (de) : Diana Schneider (13 épisodes)
- Carl Heinz Choynski (de) : Hans Hermann « Hermi » Schneider (13 épisodes)
- Bärbel Schleker : Henriette « Jette » Zink (11 épisodes)
- Julian Sengelmann (de) : Mark Schoenfelder (7 épisodes)
- Us Conradi (de) : Esther Rosenstein (6 épisodes)
- Lilay Huser (de) : Oma Öztürk (6 épisodes)
- Annette Strasser (de) : Susanne (4 épisodes)
- Jan Sosniok : Vladi (2 épisodes)

## Épisodes

### Épisode 1Je fête mon bac
- Allemagne : 18 novembre 2008 sur Das Erste
- France : 24 février 2009 sur Canal+ et 24 février 2009 sur Canal+ Family

### Épisode 2:Je n'arrive pas à ouvrir le capot
- Allemagne : 19 novembre 2008 sur Das Erste
- France : 25 février 2009 sur Canal+ et 25 février 2009 sur Canal+ Family

### Épisode 3:Je me jette sur Jette
- Allemagne : 20 novembre 2008 sur Das Erste
- France : 26 février 2009 sur Canal+ et 26 février 2009 sur Canal+ Family

### Épisode 4:Inutile de donner des gifles
- Allemagne : 21 novembre 2008 sur Das Erste
- France : 27 février 2009 sur Canal+ et 27 février 2009 sur Canal+ Family

### Épisode 5:Le Syndrome «copie conforme»
- Allemagne : 25 novembre 2008 sur Das Erste
- France : 2 mars 2009 sur Canal+ et 2 mars 2009 sur Canal+ Family

### Épisode 6:J'ai 17 ans
- Allemagne : 26 novembre 2008 sur Das Erste
- France : 3 mars 2009 sur Canal+ et 3 mars 2009 sur Canal+ Family

### Épisode 7:Grand-mère perd connaissance
- Allemagne : 27 novembre 2008 sur Das Erste
- France : 4 mars 2009 sur Canal+ et 4 mars 2009 sur Canal+ Family

### Épisode 8:Je ne veux pas être un Bonobo
- Allemagne : 28 novembre 2008 sur Das Erste
- France : 5 mars 2009 sur Canal+ et 5 mars 2009 sur Canal+ Family

### Épisode 9:Grand-mère fait des affaires
- Allemagne : 2 décembre 2008 sur Das Erste
- France : 6 mars 2009 sur Canal+ et 6 mars 2009 sur Canal+ Family

### Épisode 10:Grand-père tombe amoureux
- Allemagne : 3 décembre 2008 sur Das Erste
- France : 9 mars 2009 sur Canal+ et 9 mars 2009 sur Canal+ Family

### Épisode 11:Cem se prend pour un gros dur
- Allemagne : 4 décembre 2008 sur Das Erste
- France : 10 mars 2009 sur Canal+ et 10 mars 2009 sur Canal+ Family

### Épisode 12:Cem devient un héros
- Allemagne : 5 décembre 2008 sur Das Erste
- France : 11 mars 2009 sur Canal+ et 11 mars 2009 sur Canal+ Family

### Épisode 13:Il y a beaucoup trop d'émotions fortes!
- Allemagne : 9 décembre 2008 sur Das Erste
- France : 12 mars 2009 sur Canal+ et 27 mars 2009 sur Canal+ Family

### Épisode 14:Je cherche un père
- Allemagne : 10 décembre 2008 sur Das Erste
- France : 13 mars 2009 sur Canal+ et 13 mars 2009 sur Canal+ Family

### Épisode 15:Nous annonçons la nouvelle
- Allemagne : 11 décembre 2008 sur Das Erste
- France : 16 mars 2009 sur Canal+ et 16 mars 2009 sur Canal+ Family

### Épisode 16:Il se passe des trucs de dingue
- Allemagne : 12 décembre 2008 sur Das Erste
- France : 17 mars 2009 sur Canal+ et 1er avril 2009 sur Canal+ Family